# Kaple svatého Petra a Pavla (Lipnice)
Kaple svatého Petra a Pavla v Lipnici je moderní sakrální dílo na návsi obce. Byla postavena v roku 2006 z velké části z darů občanů Spálenopoříčska podle návrhu plzeňského architekta Jana Soukupa. Patří pod správu římskokatolické farnosti Spálené Poříčí.